# Эссе (река)
Эссе (нем. Esse) — река в Германии, протекает по земле Гессен. Площадь бассейна реки составляет 191,89 км². Длина реки — 27,6 км. Правый приток Диммеля.
Река начинается у деревни Хоэнкирхен (Hohenkirchen), протекает через природный заповедник Rothenberg bei Burguffeln и огибает замок Гребенштайн, после чего протекает через обнесенный средневековыми крепостными стенами город Гребенштайн. В 1965 году наводнение прорвало плотину лесопилки, и мощный поток воды с брёвнами пробил городскую стену Гребенштайна и затопил центр города.